# Осокіно (Багратіоновський район)
Осокіно (рос. Осокино) — селище Багратіоновського району, Калінінградської області Росії. Входить до складу Гвардійського сільського поселення.
Населення — 86 осіб (2015 рік).